# Horobiivka, Sribne
Horobiivka (în ucraineană Горобіївка) este localitatea de reședință a comunei Horobiivka din raionul Sribne, regiunea Cernihiv, Ucraina.

## Demografie
Componența lingvistică a localității Horobiivka
     Ucraineană (98,89%)
     Alte limbi (0,92%)
Conform recensământului din 2001, majoritatea populației localității Horobiivka era vorbitoare de ucraineană (98,89%), existând în minoritate și vorbitori de alte limbi.